# Les Maîtres du monde
Pour les articles homonymes, voir Le Maître du monde.
Pour plus de détails, voir Fiche technique et Distribution.
Les Maîtres du monde (The Puppet Masters) est un film américain réalisé par Stuart Orme, sorti en 1994.
Il s'agit de l'adaptation du livre de Robert A. Heinlein, Marionnettes humaines, publié aux États-Unis en 1951 et en France en 1954.

## Synopsis
Sam Nivens, jeune agent de l'Office of Scientific Intelligence, est envoyé en mission à Ambroose, petite bourgade de l'Iowa, en compagnie de son père Andrew Nivens, directeur de l'O.S.I, et Mary Sefton, une brillante scientifique de la Nasa experte en morphologie extraterrestre. Ils sont confrontés à un type d'invasion alien pouvant parasiter les êtres humains.

## Fiche technique
- Titre français : Les Maîtres du monde
- Titre original : The Puppet Masters
- Réalisation : Stuart Orme
- Scénario : Ted Elliott, Terry Rossio & David S. Goyer, d'après le roman de Robert A. Heinlein
- Musique : Colin Towns
- Photographie : Clive Tickner
- Montage : William Goldenberg
- Production : Ralph Winter
- Société de production : Hollywood Pictures
- Société de distribution : Buena Vista Pictures
- Pays de production :  États-Unis
- Langue : anglais
- Format : Couleur - Dolby SR - 35 mm - 2.35:1
- Genre : Horreur, Science-fiction
- Durée : 96 minutes
- Dates de sortie :
  - États-Unis et Canada : 21 octobre 1994
  - France : 26 juillet 1995

## Distribution
- Donald Sutherland (VF : Jean-Pierre Cassel) : Andrew Nivens
- Eric Thal (en) (VF : Patrick Lizana) : Sam Nivens
- Julie Warner (VF : Cécile Paoli) : Mary Sefton
- Keith David (VF : Jacques Martial) : Alex Holland
- Will Patton (VF : André Baeyens) : Dr. Graves
- Yaphet Kotto (VF : Benoît Allemane) : Ressler
- Richard Belzer (VF : Bruno Léonelli) : Jarvis
- Tom Mason (VF : Philippe Crubézy) : le président Douglas
- Marshall Bell : le général Morgan
- Gerry Bamman (VF : Jean-Pierre Bagot) : Viscott
- Sam Anderson (VF : Olivier Hémon) : Culbertson
- Andrew Robinson : Hawthorne
- Dale Dye : Brande

## Distinctions

### Nominations
- Saturn Awards :
  - Meilleur film de science fiction

- Fangoria Chainsaw Awards :
  - Meilleur maquillage / Effets spéciaux dans un film pour Greg Cannom